# Santo Tomé del Puerto
Santo Tomé del Puerto er en kommune i det centrale Spanien i provinsen Segovia. Den har et indbyggertal på 234 (2024) indbyggere.